# Pieter Leermans

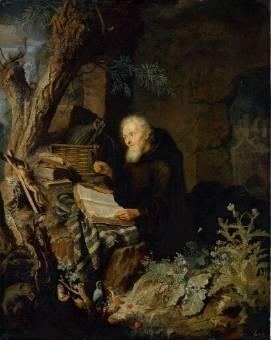
De kluizenaar, Gemäldegalerie Alte Meister, Dresden

Pieter Leermans (ca. 1635 - 1707) was een Nederlands kunstschilder uit de periode van de Gouden Eeuw. Hij vervaardigde portretten en historie- en genrestukken.
Over het leven van Leermans is niets met zekerheid bekend. Hij was actief in Leiden in de tweede helft van de 17e eeuw. Gedateerde werken zijn bekend uit de periode 1649 tot 1682. 
Zijn werk doet qua stijl en ook soms de keuze van zijn thema's de invloed vermoeden van Gerrit Dou. Hij past ook diens uiterst minutieuze werkwijze toe. Op grond hiervan is het niet uitgesloten dat hij bij Dou in de leer is geweest.
Op grond van de weinige gegevens wordt Leermans wel gerekend tot de kring van de Leidse fijnschilders.
Volgens het RKD was hij een portretschilder van historische allegorieën en is hij ook gekend als Lieremans.